# Erisoft
Erisoft var ett bolag som grundades 1983 av Ericsson och Programator i samband med JAS projektet för att tillgodose regionalpolitiska krav i kontraktet med staten. Företaget blev senare ett helägt dotterbolag till Ericsson, först under namnet Erisoft, men senare med namnet Ericsson Erisoft.
På senare år hade företaget utvecklingsverksamhet med ca 600 anställda inom radiobassystem, ledningssystem, terminalsystem, växelsystem och forskning.
Företaget hade kontor i Luleå, Ursviken och Umeå. Verksamheten gick upp i Ericsson AB och 2003 outsourcades stora delar av gamla Erisoft till TietoEnator, produktverksamheten såldes senare till Ascom samt Saab. Kvar blev en forskningsverksamhet i Luleå.
Erisofts lokaler i Ursviken utanför Skellefteå är sedan ca 2011 ej använda, sedan Tieto flyttat ihop med Tieto inne i Skellefteå och Ascom flyttat till Universitetsområdet.